# Шюцберг
Шюцберг (нем. Schützberg) — деревня в Германии, в земле Саксония-Анхальт, входит в район Виттенберг в составе городского округа Йессен.
Население составляет 134 человека (на 1 июня 2015 года). Занимает площадь 11,03 км².

## География
Шюцберг расположен примерно в 12 км к западу от Йессена на Эльбе.

## История
Первое упоминание о поселении относится к 1380 году.
С 1 мая 1974 по 14 марта 1990 года Шюцберг принадлежал к коммуне Клёден.
До 1 января 2011 года Шюцберг образовывала собственную коммуну, подчиняющуюся управлению Эльбауэ-Флеминг.
1 января 2011 года, после проведённых реформ, Шюцберг вошла в состав городского округа Йессен в качестве района.

## Галерея

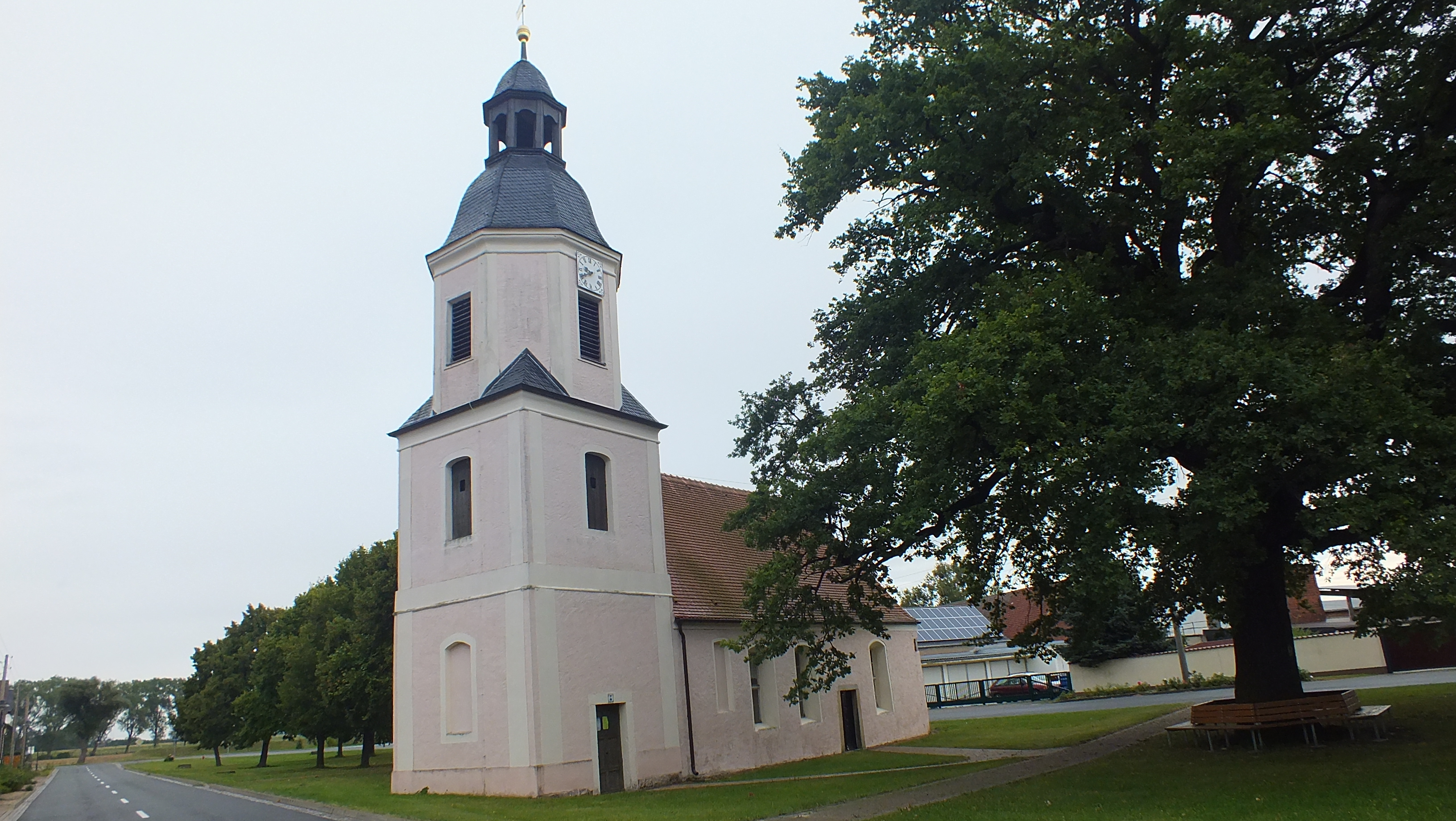
Церковь в Шюцберге